# Wrony (film)
Wrony – polski film psychologiczny z 1994 roku w reżyserii i według scenariusza Doroty Kędzierzawskiej. Tematem filmu są losy dziewczynki imieniem Wrona (Karolina Ostrożna), która dręczona poczuciem niższości wobec koleżanek oraz potrzebą miłości porywa trzyletnią dziewczynkę (Kasia Szczepanik).
Wrony zebrały umiarkowane opinie krytyków w prasie polskiej i okazały się klęską komercyjną, ale były powszechnie nagradzane w kraju i za granicą. Kędzierzawska za film odebrała m.in. Nagrodę Specjalną Jury oraz Nagrodę Dziennikarzy na Festiwalu Polskich Filmów Fabularnych. Film był pokazywany na Festiwalu Filmowym w Cannes, gdzie został uhonorowany nagrodą „Coup de Coeur”. Ceniono też role Ostrożnej i Szczepanik (Nagroda Jury Dziecięcego „Marcinek” na Międzynarodowym Festiwalu Filmów Młodego Widza „Ale Kino!”) oraz pracę operatorską Artura Reinharta (Złota Żaba na festiwalu Camerimage).

## Fabuła
Wrona, dziewczynka w wieku około dziesięciu lat, mieszka z matką w zaniedbanej kamienicy w mieście na wybrzeżu. Nie jest akceptowana przez rówieśników, a matka ją zaniedbuje. Na lekcji wychowania fizycznego dziewczynka pojawia się bez wymaganego kostiumu. Nauczycielka zmusza ją, by rozebrała się do bielizny i tak przystąpiła do ćwiczeń, co budzi śmiech koleżanek. Ośmieszone dziecko sięga po przekleństwo, którym obrzuca nauczycielkę.
Wrona, wiedząc, że matka nie okazuje jej żadnej czułości, ucieka w świat wyobraźni. Błądząc po malowniczym mieście, zagląda między innymi do okien willi, w której zauważa małżeństwo opiekujące się trzyletnią córeczką. Po godzinach spędzonych w mieście dziewczynka orientuje się jednak, że nic w jej życiu się nie zmieniło. Ucieka z domu, po czym odnajduje willę, gdzie znajdowało się trzyletnie dziecko. Korzystając ze stosownej chwili, Wrona porywa małą dziewczynkę z ogrodu. Stara się troszczyć o nią najlepiej jak umie, udając matczyną więź.
Dziewczynki udają się nad brzeg morza, a podczas wędrówki Wrona dzieli się z małą marzeniami o ucieczce. Gdy obie docierają na kuter rybacki, planuje odcumować i ruszyć w morze. Nieopatrznie jednak wpycha dziewczynkę do wody, po czym natychmiast rusza na ratunek. W poczuciu winy Wrona zabiera trzyletnią dziewczynkę z powrotem do willi tejże, po czym sama wraca do domu. Gdy matka się budzi, znajduje skuloną córkę, po czym odzywa się do niej słowami: „Co ty wyrabiasz, dziewczyno?”. Wrona kilkakrotnie powtarza: „Mamo, przytul”, nie uzyskuje jednak odpowiedzi.

## Obsada
Źródło: Filmpolski.pl

- Karolina Ostrożna – jako Wrona
- Kasia Szczepanik – jako Maleństwo
- Anna Prucnal – jako nauczycielka wf-u
- Małgorzata Hajewska-Krzysztofik – jako matka Wrony
- Ewa Bukowska – jako matka Maleństwa
- Krzysztof Grabarczyk – jako ojciec Maleństwa
- Agnieszka Pilaszewska – jako matka Piotrusia
- Antoni Majak – jako starszy pan
- Paul Verkade – jako cudzoziemiec
- Bartłomiej Topa – jako policjant
- Marek Bukowski – jako pan młody
- Katarzyna Gajewska – jako piekareczka
- Kazimierz Rabski – jako mężczyzna

## Produkcja

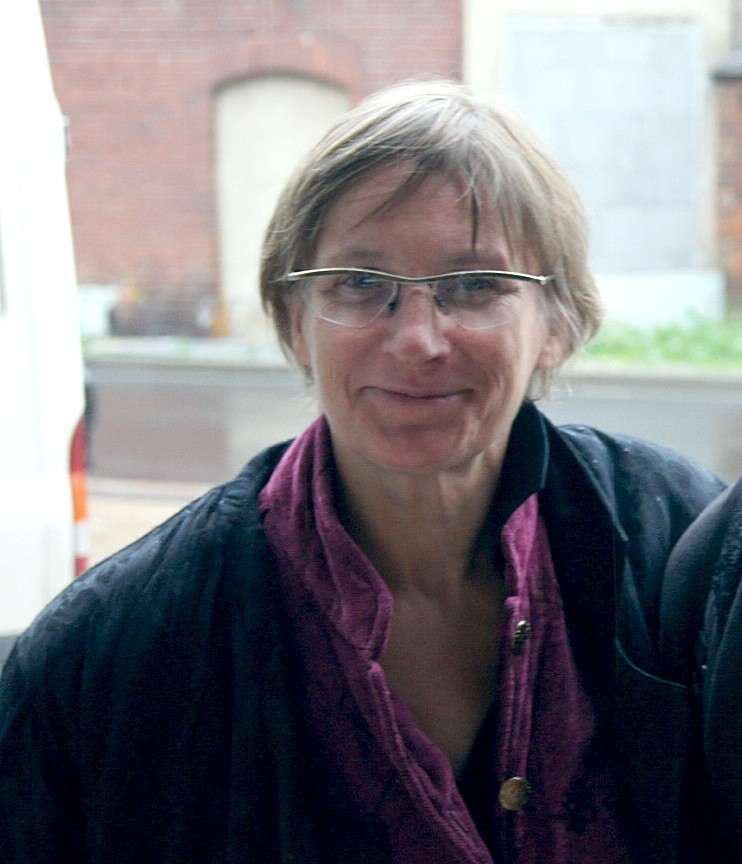
Dorota Kędzierzawska, reżyserka filmu (2012)

Wrony powstały w Studiu Filmowym „Oko” pod kierownictwem Tadeusza Chmielewskiego. Reżyserką Wron była Dorota Kędzierzawska, która przedtem zadebiutowała filmem Diabły, diabły (1991). Przystępując do tworzenia Wron, Kędzierzawska miała na celu nakręcić film „nie tylko […] o samotności dziecka, ale o samotności ludzi, braku miłości, o obojętności, agresji”. Nazwisko bohaterki Wron wzięło się z powszechnego przesądu, wedle którego wrona oznaczała nieszczęście przepowiadające śmierć lub chorobę.
Kędzierzawska początkowo miała trudności z obsadą głównych ról. Ponieważ wybrana spośród dwóch tysięcy kandydatek dziewczynka nie podołała zadaniu wcielenia się we Wronę, Kędzierzawska w ciągu doby zaangażowała do tej roli spotkaną na ulicy Karolinę Ostrożną. Udało się też obsadzić w drugiej roli trzyletnią wówczas Kasię Szczepanik, w dużej mierze dzięki ogłoszeniom radiowym.
Zdjęcia do Wron zostały nakręcone w Toruniu. Operator zdjęć Artur Reinhart korzystał z takich technik filmowych jak długie ujęcia, oświetlenie o efekcie chiaroscuro i ograniczona paleta kolorów, oparta na odcieniach szarości i brązu. Muzykę do filmu skomponował Włodzimierz Pawlik, a jako dodatkowej ścieżki dźwiękowej użyto fragmentów Partity e-moll Johanna Sebastiana Bacha, Orfeusza i Eurydyki Christopha Willibalda Glucka oraz arii Zaide Wolfganga Amadeusa Mozarta (arię wykonała Jolanta Żmurko). Budżet całej produkcji wyniósł 6 milionów złotych (ówcześnie równowartość 300 tysięcy dolarów amerykańskich).

## Dystrybucja
Premiera Wron odbyła się 6 stycznia 1995 roku w warszawskim kinie „Stolica”. Na premierze wśród gości specjalnych znaleźli się aktorzy niewystępujący w filmie: Bogusław Linda, Cezary Pazura, Wojciech Malajkat i Krzysztof Pieczyński. Za dystrybucję kinową odpowiedzialny był Zakład Kin Studyjnych Agencji Produkcji Filmowej.
W 1995 roku rozpoczęła się dystrybucja Wron w formacie VHS; dystrybutorem była spółka Best Film. Na stan z maja 2025 roku Wrony nie doczekały się jednak wydania na DVD ani rekonstrukcji cyfrowej. W kwietniu 2025 roku na odnowienie filmu Polski Instytut Sztuki Filmowej przyznał 100 tysięcy złotych; rekonstrukcję (docelowo w rozdzielczości 2K) zadeklarowała spółka DI Factory 3.

## Odbiór

### Odbiór w Polsce
Wrony z powodu swej epizodycznej struktury i skupienia się na losach dziecięcych postaci spotkały się z umiarkowanym odbiorem ze strony polskich krytyków. Tomasz Jopkiewicz w recenzji dla „Filmu” chwalił Wrony jako film niezbyt pesymistyczny, za to pełen nadziei: „Każdy kadr filmu, nawet najbardziej melancholijny, […] jest pełen tajemniczej prawdy. Jak w pięknej scenie, gdy Maleństwo wypuszcza »na wolność« balonik […]. Wydaje się, że wystarczy na chwilę się zatrzymać, spojrzeć inaczej, aby zmienić swoje życie”. Bożena Janicka w recenzji dla „Filmowego Serwisu Prasowego” zwracała uwagę na podkreślaną przez Kędzierzawską potrzebę dbania o miłość dzieci:
Mała z Wron pragnie być kochana i kochać, bo bez emocjonalnych związków z kimś bliskim czuje się samotna w najgłębszym, egzystencjalnym sensie tego słowa. W intuicyjnym odczuciu dziecka miłość jest czymś, co zakotwicza osobę ludzką w świecie, tymczasem zapracowana matka nie potrafi jej tego daru przekazać.
Zupełnie inaczej odebrała film Ewa Mazierska, która usiłowała dowieść, że Wrony promują patriarchalny model rodziny zgodny z ideami Kościoła katolickiego. Wrony miały też w Polsce ograniczoną dystrybucję i okazały się klęską komercyjną, choć odnosiły sukcesy na międzynarodowych festiwalach.

### Odbiór za granicą
To właśnie za granicą film spotkał się z zainteresowaniem widzów, a Katarzyna Bielas z „Gazety Wyborczej” ze zdziwieniem spostrzegała, że na festiwalu filmowym w Colorado „trzeba było robić dodatkowe projekcje, przed kasami stały kolejki”. Film wyjątkowo ceniła sobie przede wszystkim młodsza widownia, na przykład na pokazach w Berlinie. Wrony były polskim kandydatem do Oscara za najlepszy film nieanglojęzyczny. Kenneth Turan z pisma „Los Angeles Times” opisywał Wrony jako „piękne, poetyckie spojrzenie na dzień z życia dwóch małych dziewczynek”. Janet Maslin z „The New York Timesa” chwaliła natomiast zdjęcia Reinharta oraz „prosty i przejrzysty styl pani Kędzierzawskiej, przesycony oczywistą czułością dla młodych aktorów jej filmu”. Jonathan Rosenbaum z „Chicago Readera” twierdził wprawdzie, że film „sprawia wrażenie nadmiernie rozciągniętego”, lecz uznawał go za „momentami wzruszające”, niezapomniane przeżycie. Derek Elley w recenzji dla „Variety” podsumowywał:
Wyrazista kreacja Karoliny Ostrożnej w roli zadziornej samotniczki, stylowe zdjęcia wykorzystujące stonowane kolory i ciemne wnętrza, ścieżka dźwiękowa obfitująca w odgłosy natury, ptaków, bicia dzwonów oraz prosta, dziecięca partytura łącząca fortepian i saksofon sopranowy — Kędzierzawska żongluje tymi wszystkimi składnikami z dyskretną wprawą.
Peter Bradshaw z „The Guardiana” w recenzji filmu z 2014 roku zwrócił uwagę, iż choć tematyka Wron „jest głęboko niepokojąca, film utrzymany jest w poetycko-marzycielskiej atmosferze”, z sentymentalną muzyką Włodzimierza Pawlika przywołującą na myśl partytury z Kina Paradiso Ennia Morricone. Bradshaw ocenił film Kędzierzawskiej jako „dziwny, kameralny i niedoskonały klejnot”.
Zdaniem Janickiej tak pozytywny odbiór Wron wynikał z pójścia „pod prąd wszystkiego, co wtedy trwało i wykluwało się w naszym kinie”.

### Analizy i interpretacje
Marcin Radomski w swej monografii poświęconej Kędzierzawskiej odkrył powiązania Wron z późniejszym filmem reżyserki, Jestem (2005). W obu filmach, jak przekonywał Radomski, bohaterami są wykolejone dzieci pozbawione wsparcia dorosłych, naznaczone przez samotność. Filmoznawca zwrócił również uwagę na stylistyczne inspiracje Wron dziełami francuskiej Nowej Fali (przede wszystkim Czterystoma batami, 1959, François Truffauta) i realizmem społecznym Kena Loacha (Kes, 1969).
Katarzyna Citko zwróciła uwagę na symbolikę zarówno nazwiska samej bohaterki, jak i tytułu filmu. Citko podkreślała, że w symbolice chrześcijańskiej wrona figuruje jako uosobienie samotności, a powszechnie uchodzi też za złodzieja. Jednocześnie wrony „symbolizują także wyrodnych rodziców, rzekomo zaniedbujących swoje pisklęta”. Stąd tytuł Wrony w liczbie mnogiej: „Wroną byłaby wtedy nie tylko główna bohaterka, kradnąca sobie odrobinę uczucia, usiłująca zbudować emocjonalne więzi z uprowadzonym Maleństwem, ale także jej matka, niepotrafiąca obdarzyć swojego dziecka miłością ani nawet zainteresowaniem”.

## Nagrody filmowe
| Rok  | Festiwal/instytucja                                      | Nagroda                                                             | Odbiorca                               |
| ---- | -------------------------------------------------------- | ------------------------------------------------------------------- | -------------------------------------- |
| 1994 | Festiwal Polskich Filmów Fabularnych                     | Nagroda Specjalna Jury                                              | Dorota Kędzierzawska                   |
| 1994 | Festiwal Polskich Filmów Fabularnych                     | Nagroda Publiczności                                                | Dorota Kędzierzawska                   |
| 1994 | Festiwal Polskich Filmów Fabularnych                     | Nagroda Dziennikarzy                                                | Dorota Kędzierzawska                   |
| 1994 | Festiwal Polskich Filmów Fabularnych                     | Don Kichot                                                          | Dorota Kędzierzawska                   |
| 1994 | Festiwal Polskich Filmów Fabularnych                     | Nagroda „Non Stop Serwis” za zdjęcia                                | Artur Reinhart                         |
| 1994 | Camerimage                                               | Złota Żaba w konkursie głównym                                      | Artur Reinhart                         |
| 1994 | Festiwal Filmów dla Dzieci i Młodzieży w Bellinzonie     | Grand Prix Bronze                                                   | Dorota Kędzierzawska                   |
| 1994 | Międzynarodowy Festiwal Filmów Komediowych w Vevey       | Charlie Chaplin                                                     | Dorota Kędzierzawska                   |
| 1994 | Festiwal Filmowy w Cannes                                | Nagroda „Coup de Coeur”                                             | Dorota Kędzierzawska                   |
| 1995 | Lubuskie Lato Filmowe                                    | Dyplom Stowarzyszenia Filmowców Polskich                            | Dorota Kędzierzawska                   |
| 1996 | Międzynarodowy Festiwal Filmów Młodego Widza „Ale Kino!” | Złote Koziołki                                                      | Dorota Kędzierzawska                   |
| 1996 | Międzynarodowy Festiwal Filmów Młodego Widza „Ale Kino!” | Poznańskie Koziołki za zdjęcia                                      | Artur Reinhart                         |
| 1996 | Międzynarodowy Festiwal Filmów Młodego Widza „Ale Kino!” | Poznańskie Koziołki za muzykę                                       | Włodzimierz Pawlik                     |
| 1996 | Międzynarodowy Festiwal Filmów Młodego Widza „Ale Kino!” | Poznańskie Koziołki dla najlepszego odtwórcy roli dziecięcej        | Karolina Ostrożna                      |
| 1996 | Międzynarodowy Festiwal Filmów Młodego Widza „Ale Kino!” | Nagroda CIFEJ (Międzynarodowe Centrum Filmu dla Dzieci i Młodzieży) | Karolina Ostrożna                      |
| 1996 | Międzynarodowy Festiwal Filmów Młodego Widza „Ale Kino!” | Poznańskie Koziołki dla najlepszego filmu aktorskiego               | Karolina Ostrożna                      |
| 1996 | Międzynarodowy Festiwal Filmów Młodego Widza „Ale Kino!” | Poznańskie Koziołki za reżyserię                                    | Dorota Kędzierzawska                   |
| 1996 | Międzynarodowy Festiwal Filmów Młodego Widza „Ale Kino!” | Nagroda Jury Dziecięcego „Marcinek”                                 | Karolina Ostrożna Katarzyna Szczepanik |